# Stuteriet Piber

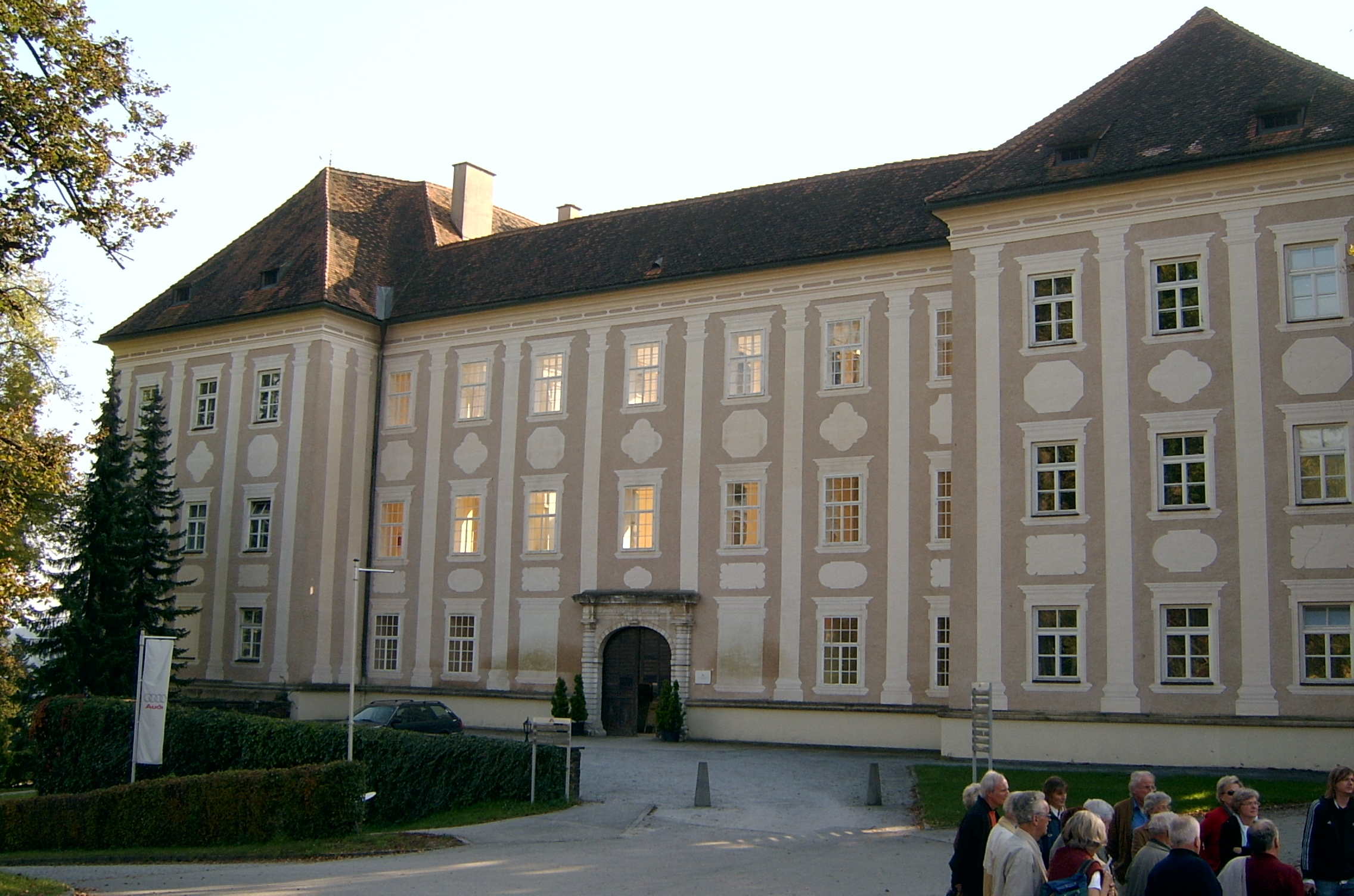
Slottet Piber

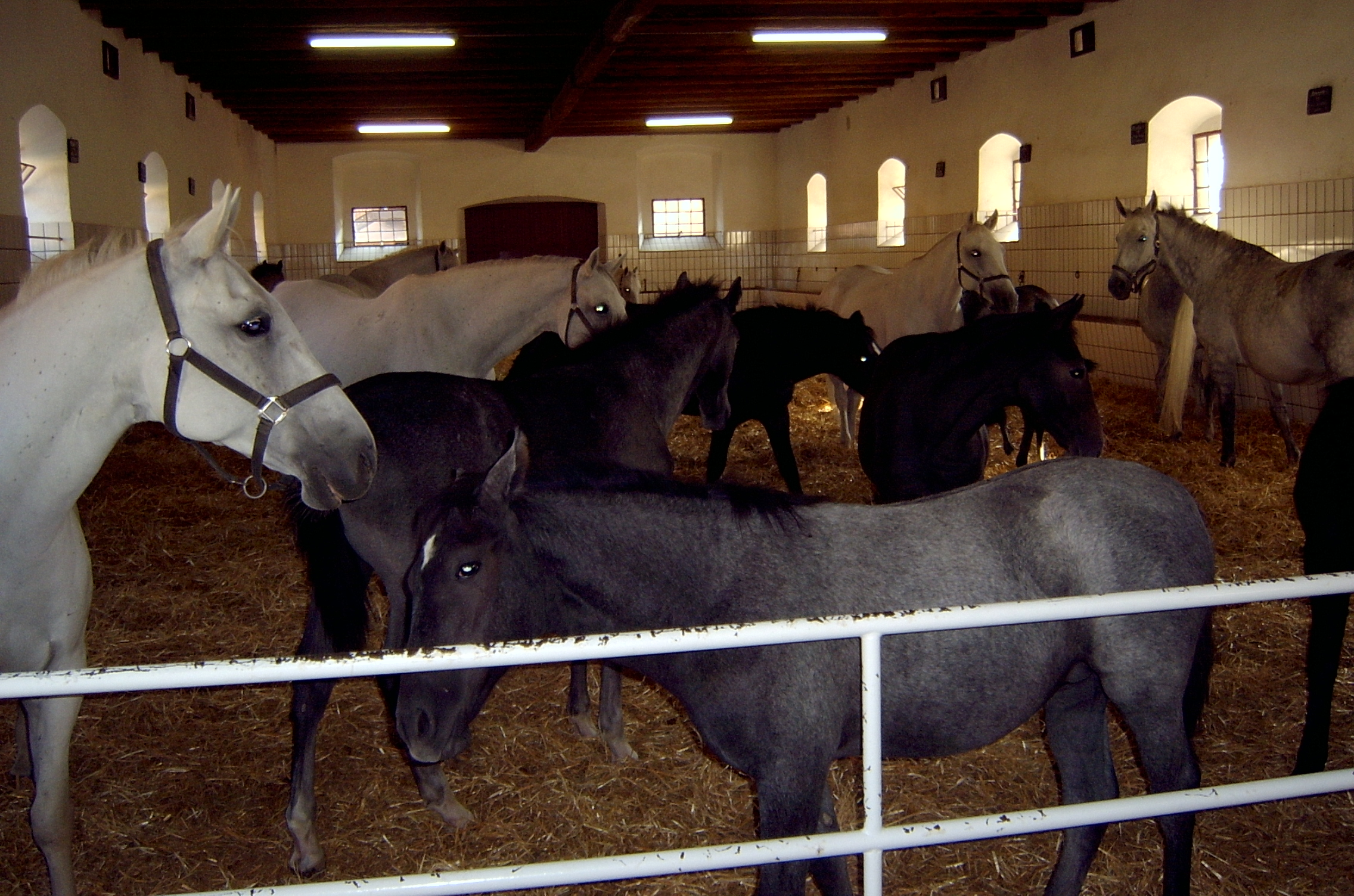
Lippizanersto med föl

Stuteriet Piber är ett statligt österrikiskt stuteri i förbundslandet Steiermark nära staden Köflach. Stuteriet är känt för uppfödningen av lipizzanerhästar åt den Spanska ridskolan i Wien.
Vid slottet Piber som ursprungligen var ett kloster tillhörande Sankt Lambrecht grundades 1798 ett stuteri avsett för uppfödning av militärhästar. I början på första världskriget förflyttades lipizzaneruppfödningen från stuteriet i Lipizza till Piber. 1942 förflyttades hästarna till Hostau i Böhmen, 1945 – efter en kort vistelse i Bayern – till St. Martin i delstaten Oberösterreich. 1952 kom de tillbaka till Piber.
Till stuteriet hör inte bara slottet och stallarna utan också vidsträckta betesmarker, bland annat på fjället (1 500 m ö.h.) några mil borta där unghästarna tillbringar somrarna. 
Stuteriet är öppet för besökare. Förutom guidningar genom stuteriet eller ett besök på vagnmuseet finns det en rad andra intressanta evenemang som till exempel när unghästarna i mitten av september leds från fjällängarna där de vistades hela sommaren till vallfärdsorten Maria-Lankowitz där de välsignas och sedan tillbaka till stuteriet. 